# Guérin (Lot-et-Garonne)
Pour les articles homonymes, voir Guérin.
Guérin est une commune du Sud-Ouest de la France, située dans le département de Lot-et-Garonne, en région Nouvelle-Aquitaine.

## Géographie

### Localisation
Située dans les landes de Gascogne et, plus précisément, celles de Lot-et-Garonne, la commune se trouve à 59 km au nord-ouest d'Agen, chef-lieu du département, à 14 km au sud-ouest de Marmande, chef-lieu d'arrondissement et à 3 km au nord-ouest de Bouglon, chef-lieu de canton.
Le bourg, où est implantée la mairie, jouxte la limite territoriale, constituée par la route départementale D 147, avec la commune voisine de Bouglon.

### Communes limitrophes
Guérin est limitrophe de six autres communes.
Les communes limitrophes sont  Argenton, Bouglon, Cocumont, Montpouillan, Romestaing et Samazan.
| Cocumont   | Montpouillan | Samazan |
| Romestaing | Guérin       | Bouglon |
|            | Argenton     |         |

### Climat
Pour des articles plus généraux, voir Climat de la Nouvelle-Aquitaine et Climat de Lot-et-Garonne.
Historiquement, la commune est exposée à un climat océanique aquitain.  
En 2020, Météo-France publie une typologie des climats de la France métropolitaine dans laquelle la commune est exposée à un climat océanique et est dans la région climatique Aquitaine, Gascogne, caractérisée par une pluviométrie abondante au printemps, modérée en automne, un faible ensoleillement au printemps, un été chaud (19,5 °C), des vents faibles, des brouillards fréquents en automne et en hiver et des orages fréquents en été (15 à 20 jours).
Pour la période 1971-2000, la température annuelle moyenne est de 13 °C, avec une amplitude thermique annuelle de 14,7 °C. Le cumul annuel moyen de précipitations est de 824 mm, avec 11,6 jours de précipitations en janvier et 6,8 jours en juillet. Pour la période 1991-2020, la température moyenne annuelle observée sur la station météorologique la plus proche, située sur la commune de Saint-Martin-Curton à 10 km à vol d'oiseau, est de 13,7 °C et le cumul annuel moyen de précipitations est de 867,2 mm,. Pour l'avenir, les paramètres climatiques de la commune estimés pour 2050 selon différents scénarios d’émission de gaz à effet de serre sont consultables sur un site dédié publié par Météo-France en novembre 2022.

## Urbanisme

### Typologie
Au 1er janvier 2024, Guérin est catégorisée commune rurale à habitat très dispersé, selon la nouvelle grille communale de densité à sept niveaux définie par l'Insee en 2022.
Elle est située hors unité urbaine. Par ailleurs la commune fait partie de l'aire d'attraction de Marmande, dont elle est une commune de la couronne,. Cette aire, qui regroupe 48 communes, est catégorisée dans les aires de 50 000 à moins de 200 000 habitants,.

### Occupation des sols

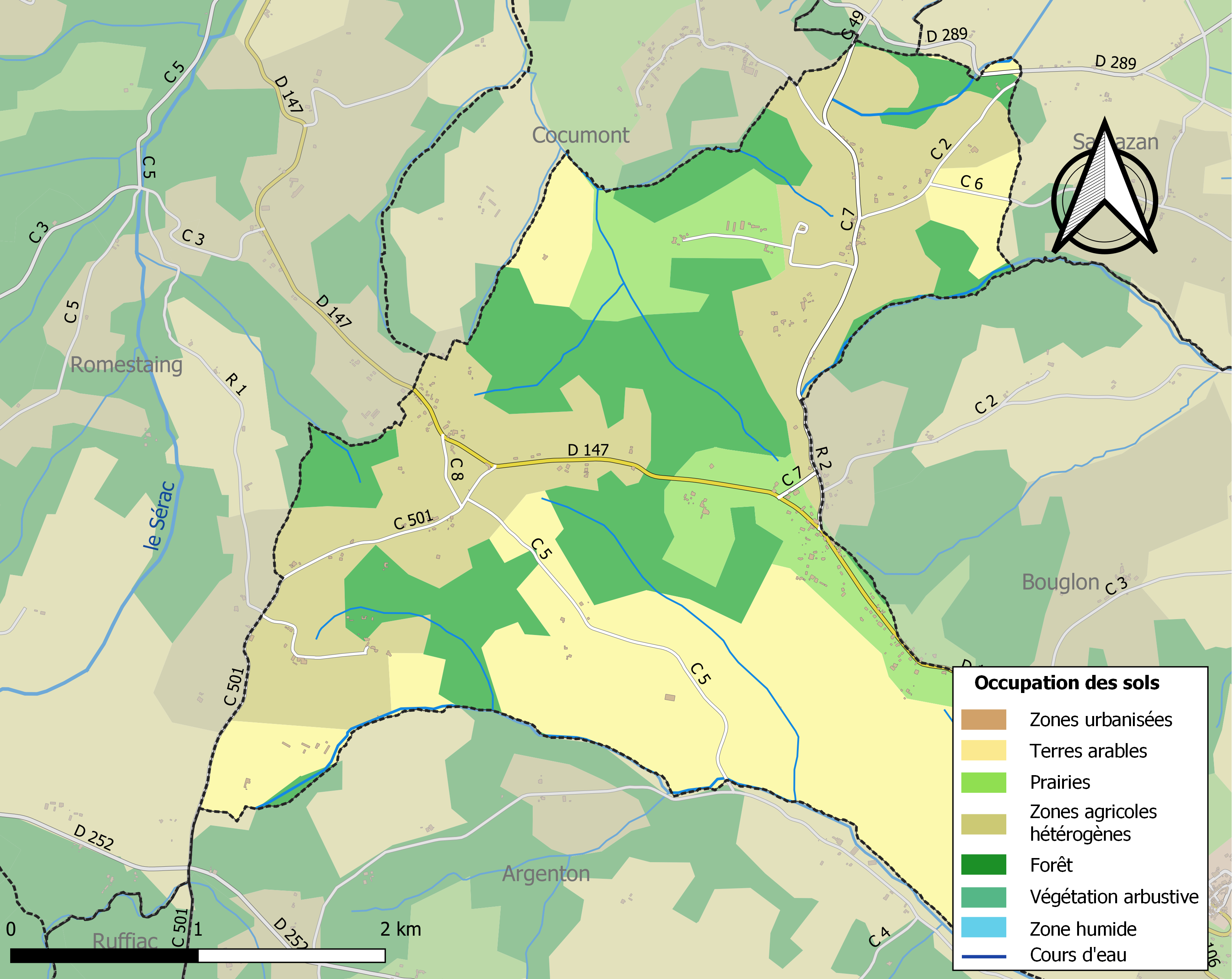
Carte des infrastructures et de l'occupation des sols de la commune en 2018 (CLC).

L'occupation des sols de la commune, telle qu'elle ressort de la base de données européenne d’occupation biophysique des sols Corine Land Cover (CLC), est marquée par l'importance des territoires agricoles (74,3 % en 2018), une proportion sensiblement équivalente à celle de 1990 (74 %). La répartition détaillée en 2018 est la suivante : 
terres arables (32,7 %), zones agricoles hétérogènes (29,9 %), forêts (25,7 %), prairies (11,6 %). L'évolution de l’occupation des sols de la commune et de ses infrastructures peut être observée sur les différentes représentations cartographiques du territoire : la carte de Cassini (XVIIIe siècle), la carte d'état-major (1820-1866) et les cartes ou photos aériennes de l'IGN pour la période actuelle (1950 à aujourd'hui).

### Voies de communication et transports
- Route départementale D 147, traversant le village, qui mène, vers le nord-ouest, à Cocumont et à la route départementale D 3 (Sainte-Bazeille au nord, Grignols au sud) puis à Meilhan-sur-Garonne et, vers le sud-est, à Bouglon et Argenton et à la route départementale D 933 (Marmande au nord, Casteljaloux au sud).
- Autoroute A62 qui travers le sud du territoire communal, accès no 5, dit de Marmande, à 8 km vers le nord-ouest et autoroute A65, accès no 1, dit de Bazas, à 30 km vers l'ouest.
- Gare de Marmande à 15 km vers le nord - nord-est.

### Risques majeurs
Le territoire de la commune de Guérin est vulnérable à différents aléas naturels : météorologiques (tempête, orage, neige, grand froid, canicule ou sécheresse), mouvements de terrains et séisme (sismicité très faible). Un site publié par le BRGM permet d'évaluer simplement et rapidement les risques d'un bien localisé soit par son adresse soit par le numéro de sa parcelle.
Les mouvements de terrains susceptibles de se produire sur la commune sont des tassements différentiels.

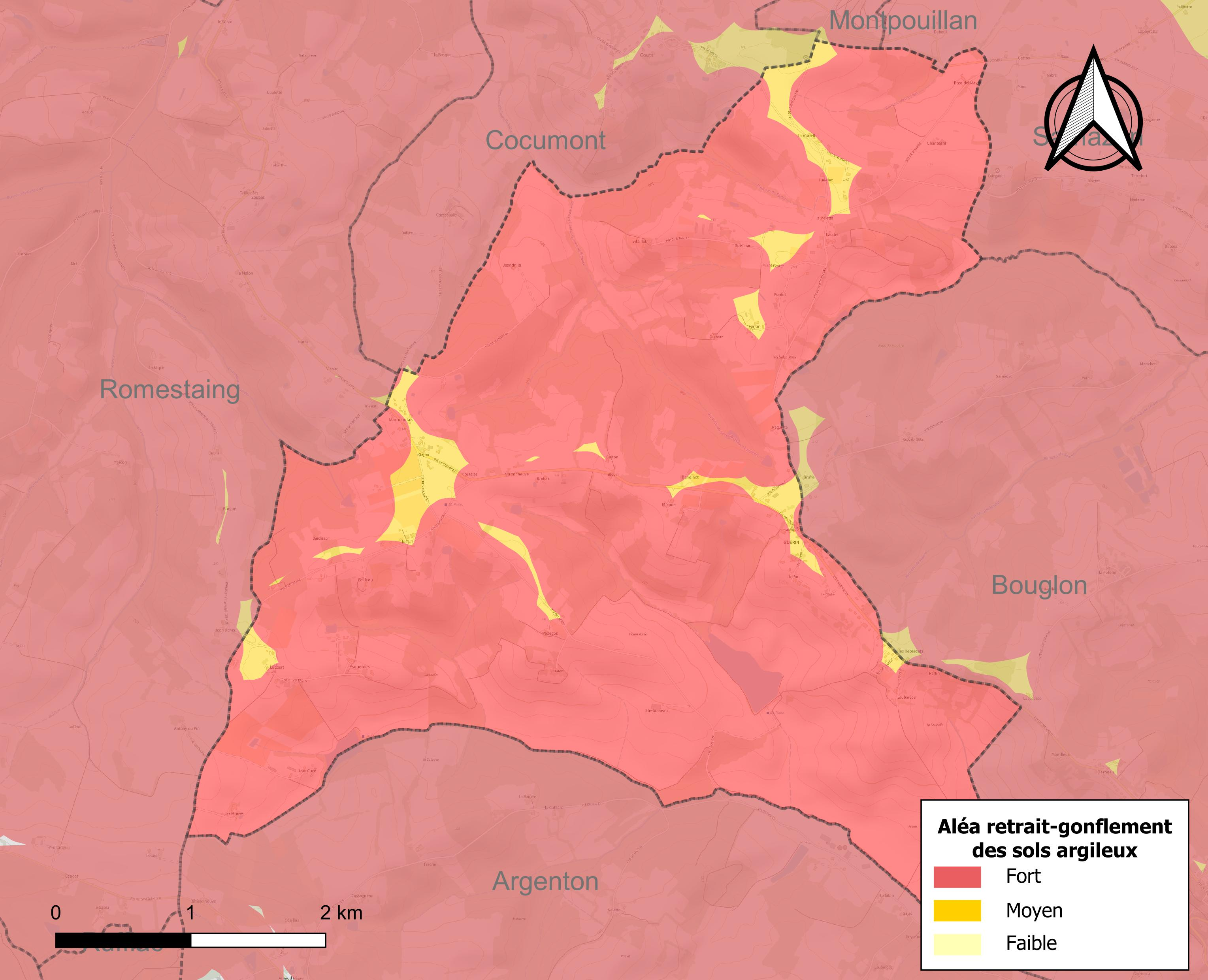
Carte des zones d'aléa retrait-gonflement des sols argileux de Guérin.

Le retrait-gonflement des sols argileux est susceptible d'engendrer des dommages importants aux bâtiments en cas d’alternance de périodes de sécheresse et de pluie. La totalité de la commune est en aléa moyen ou fort (91,8 % au niveau départemental et 48,5 % au niveau national). Depuis le 1er octobre 2020, en application de la loi ELAN, différentes contraintes s'imposent aux vendeurs, maîtres d'ouvrages ou constructeurs de biens situés dans une zone classée en aléa moyen ou fort,.
La commune a été reconnue en état de catastrophe naturelle au titre des dommages causés par les inondations et coulées de boue survenues en 1982, 1983, 1999, 2009 et 2018, par la sécheresse en 2003 et 2017 et par des mouvements de terrain en 1999.

## Toponymie
La commune tiendrait son nom du patronyme saxon Warin.
La graphie du nom de la commune en gascon est identique.
Ses habitants sont appelés les Guérinais.

## Politique et administration
| Période                                  | Période  | Identité           | Étiquette   | Qualité                     |
| ---------------------------------------- | -------- | ------------------ | ----------- | --------------------------- |
| Les données manquantes sont à compléter. |          |                    |             |                             |
|                                          |          |                    |             |                             |
| juin 1995                                | mai 2020 | Rose-Marie Lainard | MPF puis SE | Retraitée de l'enseignement |
| mai 2020                                 | En cours | Marjorie Lassus    |             |                             |

## Démographie
| 1800 | 1806 | 1821 | 1831 | 1836 | 1841 | 1846 | 1851 | 1856 |
| ---- | ---- | ---- | ---- | ---- | ---- | ---- | ---- | ---- |
| 493  | 469  | 450  | 476  | 490  | 475  | 496  | 484  | 485  |

| 1861 | 1866 | 1872 | 1876 | 1881 | 1886 | 1891 | 1896 | 1901 |
| ---- | ---- | ---- | ---- | ---- | ---- | ---- | ---- | ---- |
| 475  | 459  | 482  | 471  | 424  | 396  | 389  | 353  | 394  |

| 1906 | 1911 | 1921 | 1926 | 1931 | 1936 | 1946 | 1954 | 1962 |
| ---- | ---- | ---- | ---- | ---- | ---- | ---- | ---- | ---- |
| 368  | 335  | 287  | 293  | 310  | 290  | 291  | 296  | 272  |

| 1968 | 1975 | 1982 | 1990 | 1999 | 2006 | 2011 | 2016 | 2021 |
| ---- | ---- | ---- | ---- | ---- | ---- | ---- | ---- | ---- |
| 247  | 219  | 227  | 217  | 234  | 235  | 250  | 251  | 249  |

| 2022 | - | - | - | - | - | - | - | - |
| ---- | - | - | - | - | - | - | - | - |
| 247  | - | - | - | - | - | - | - | - |

## Culture locale et patrimoine

### Lieux et monuments
- L'église paroissiale Saint-Côme-et-Saint-Damien, d'origine gothique, est surmontée d’un clocher carré reconstruit en 1844, terminé par une flèche couverte d’ardoise[26] ; elle se trouve dans un écart entre les bourgs de Guérin et de Bouglon, le long de la route départementale D 147.
- L'église Notre-Dame de Fontet, construite au XIIIe siècle à un peu plus d'un kilomètre au nord du bourg, et restaurée à deux reprises aux XVIIIe et XIXe siècles[27], est inscrite au titre des monuments historiques depuis 1994[28].
- Une fontaine « miraculeuse » qui jouxte l'église Notre-Dame et a fait l’objet d’un important pèlerinage, au moins depuis le XVe siècle, est placée sous la protection de la Vierge, comme l’église[29] ; elle est incluse dans la protection au titre des monuments historiques de l'église.
- L'église Saint-Christophe d'Esquerdes, située dans le sud-ouest du territoire communal et datée de la fin du XIIe siècle, est un édifice rural de style roman ; elle a été une annexe de la commanderie de Templiers, puis de Hospitaliers, de Romestaing[30].

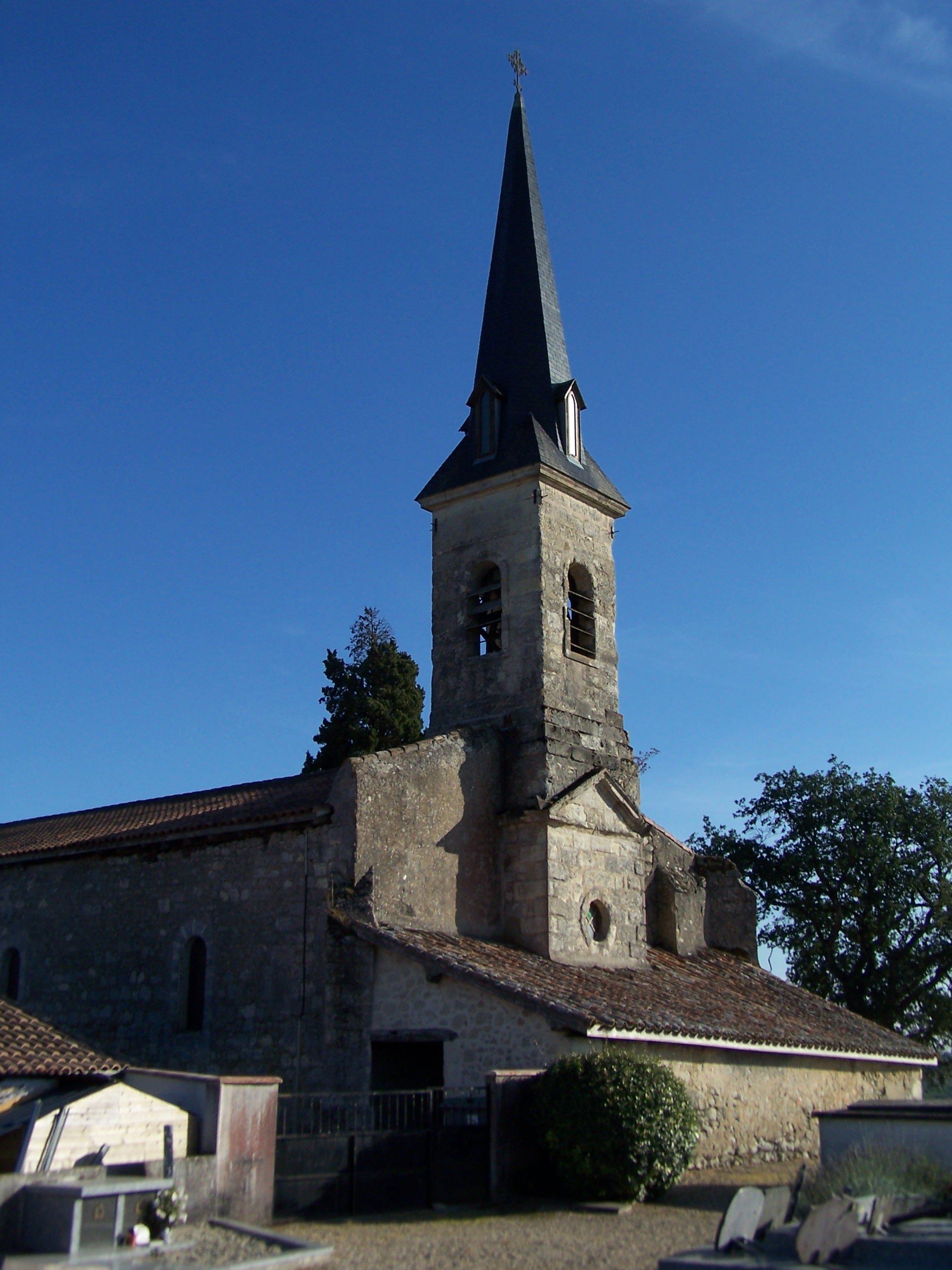
L'église Saint-Côme-et-Saint-Damien (sept. 2014).
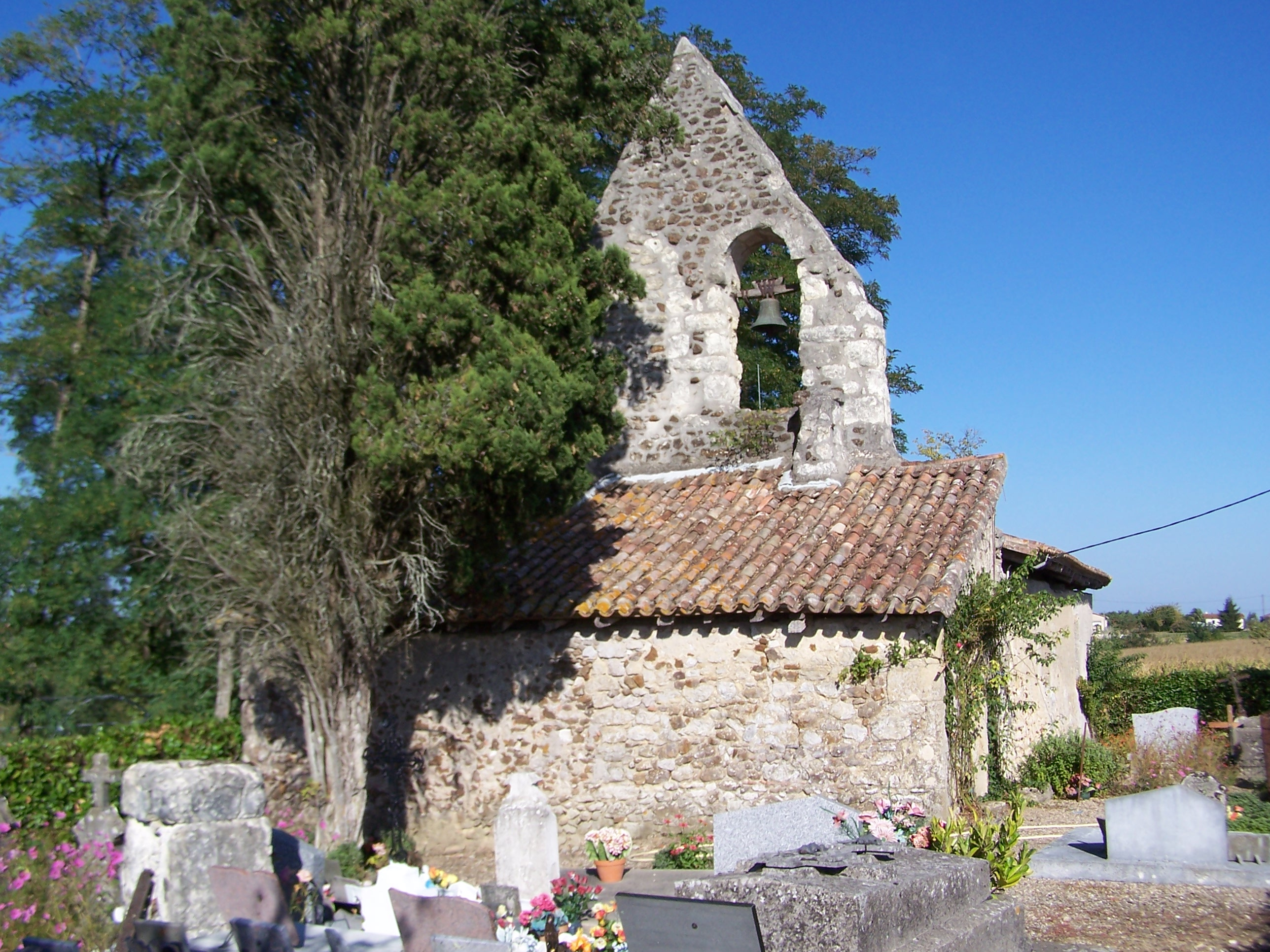
L'église Notre-Dame de Fontet (sept. 2014).
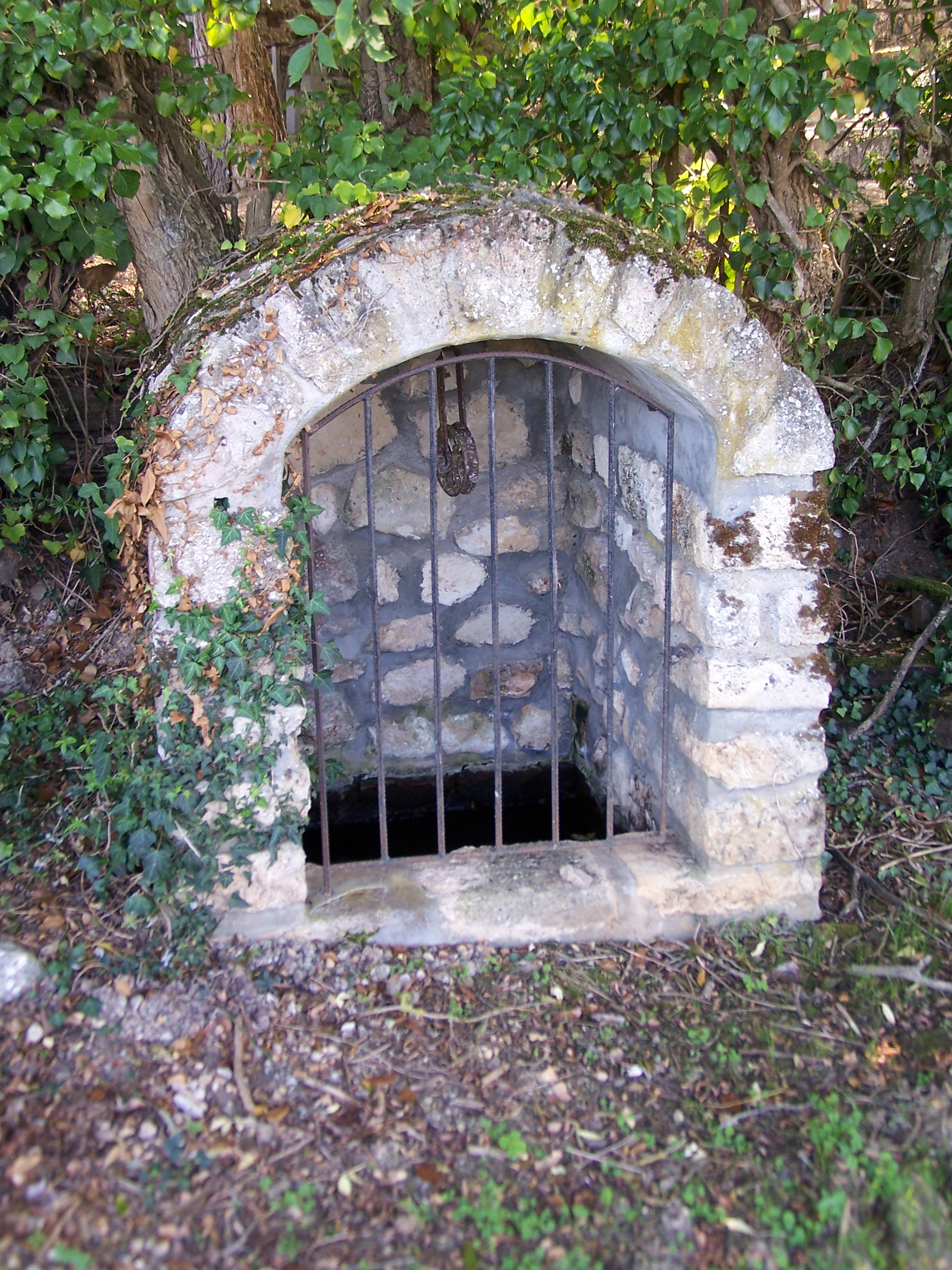
La fontaine de l'église Notre-Dame de Fontet (sept. 2014).
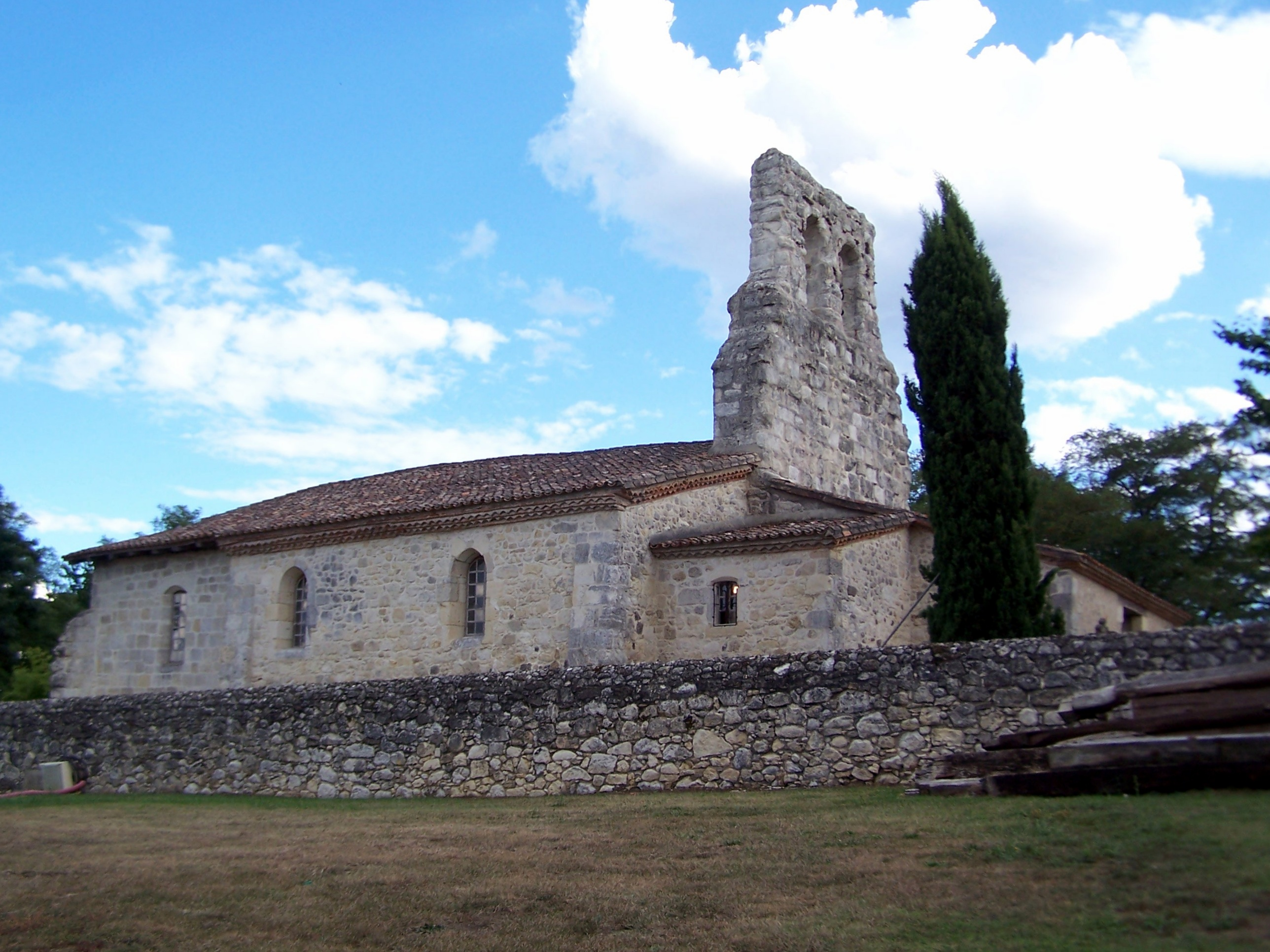
L'église Saint-Christophe d'Esquerdes.(sept. 2014)
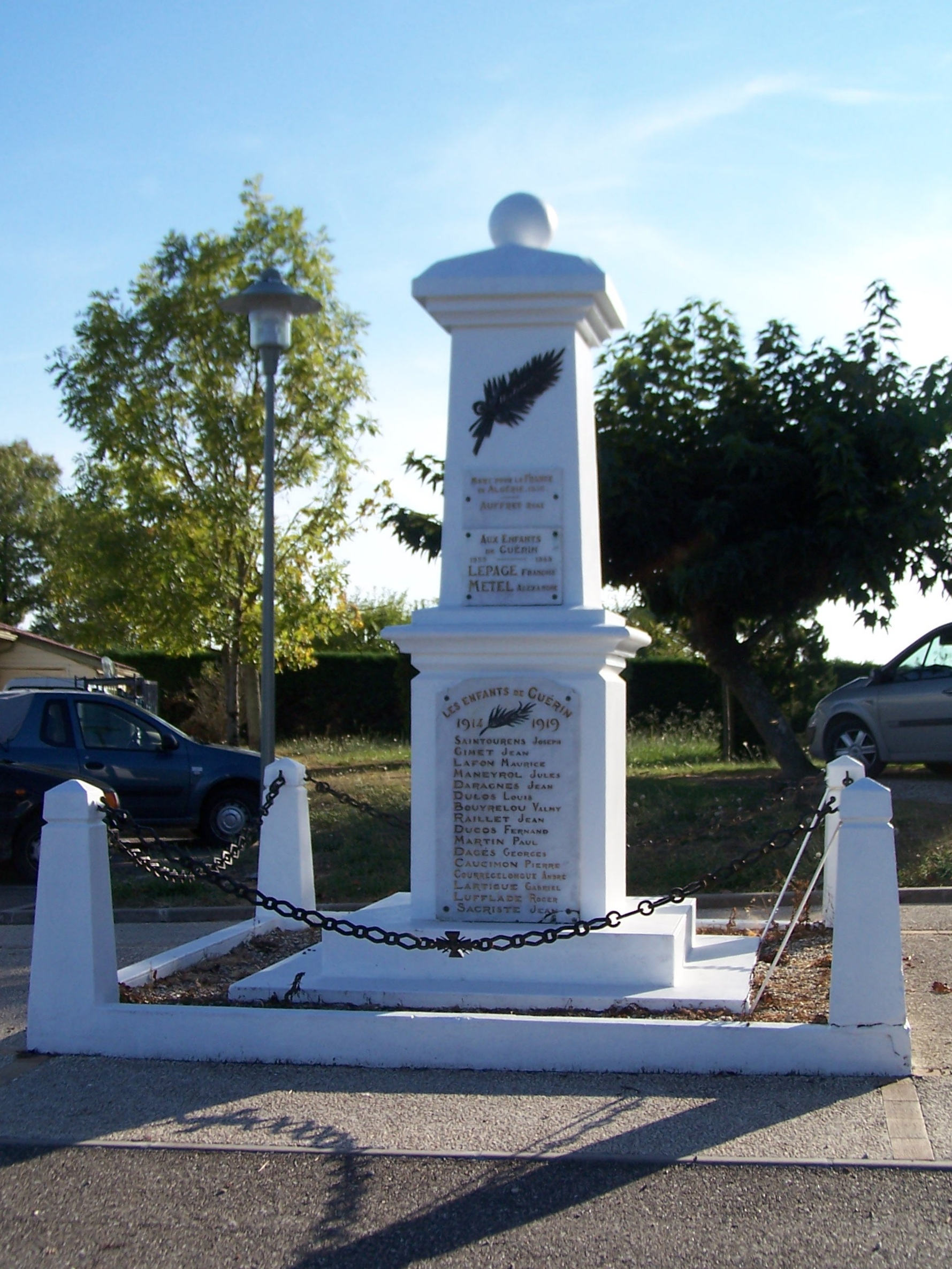
Le monument aux morts devant la mairie  (sept. 2014).